# Biogáz

Az erjesztett trágyából fejlődő gáz energia előállítására is használható

A biogáz szerves anyagok mikróbák által anaerob körülmények között történő lebontása során képződő gázelegy. Körülbelül 45-70% metánt (CH4), 30-55% szén-dioxidot (CO2), nitrogént (N2), hidrogént (H2), kénhidrogént (H2S), ammóniát és egyéb maradványgázokat tartalmaz (pl.: sziloxán, metil-merkaptánt (CH3SH)).

## A biogázképződés mikrobiológiája

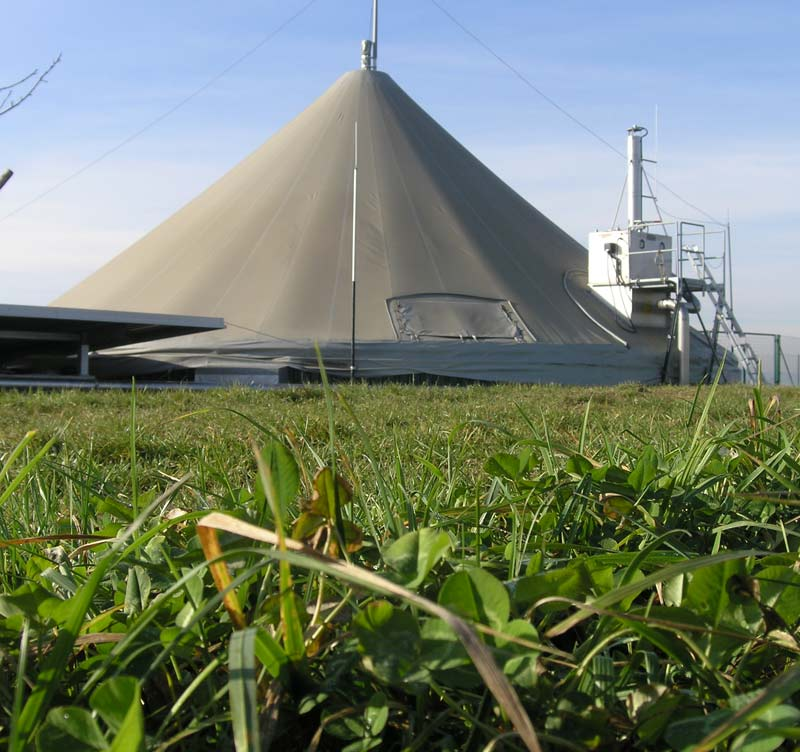
Biogázfejlesztő Németújvárott

A biogázképződést négy fázisra lehet bontani. Ezek a következők:
1. Hidrolízis: a hidrolízis folyamán a szerves anyagokat (fehérjék, zsírok, szénhidrátok) bakteriális enzimek alapegységekre bontják (aminosavakra, zsírsavakra, glükózra).
2. Savképződés: savképződéskor a feloldott anyagok szerves savakká (ecetsavvá, propionsavvá, vajsavvá), kis szénatomszámú alkoholokká, aldehidekké, hidrogénné, szén-dioxiddá és egyéb gázokká (például ammóniává, kén-hidrogénné) alakulnak. Ez a folyamat addig tart, amíg a baktériumok saját lebontó tevékenységeik következtében el nem pusztulnak, fel nem oldódnak (az alacsony pH miatt a baktériumok életkörülményei már nem megfelelőek).
3. Acetogén fázis: ebben a fázisban az acetogén baktériumok az előző fázis anyagait alakítják ecetsavvá.
4. Metánképződés: ebben a fázisban az ecetsavat metanogén baktériumok metánná, szén-dioxiddá és vízzé alakítják. A hidrogén (H2) és a szén-dioxid (CO2) metánná és vízzé alakul át: {\displaystyle \mathrm {CO_{2}+4H_{2}\rightarrow CH_{4}+2H_{2}O} }

Összességében elmondható azonban, hogy a mikrobiológiai folyamatokat két fő fázisra bonthatjuk: az egyikben a fermentáció történik (első két fázis), a másodikban pedig a metánképződés. A második fázisban ugyanis az acetogén baktériumok csak a metanogén baktériumokkal együtt (szimbiózisban) képesek működni.
Az optimális fermentáció követelménye a megfelelő szén–nitrogén arány (a szén aránya a nitrogénhez viszonyítva) a fermentálandó anyagban. Ideális esetben ez az arány 13:30. A lebontási maradékban található nitrogén vegyületek a növények számára könnyen felvehető formában vannak jelen.

## Biogáztermelés alapanyagai
- Állati trágyák (marhatrágya, sertéstrágya, baromfi trágya, marha hígtrágya, sertés hígtrágya)
- Szántóföldi növények (silókukorica, kalászos teljesnövény, cukorrépa, répalevél, fűszenázs)
- Élelmiszeripari melléktermék (melasz, szőlőtörköly, gyümölcstörköly, sörtörköly, gabona szeszmoslék)
- Kommunális hulladék (konyhai élelmiszer-hulladék, szennyvíziszap, zöldkaszálék)

## A biogáz felhasználásának lehetőségei
Magas energiatartalma miatt (kb. 50 - 60% metán) energiatermelésre lehet hasznosítani. A biogáz energiatartalmát a metántartalomból lehet következtetni: 1 m³ metán 9,94 kWh energiát tartalmaz. 60%-os metántartalom esetén 1 m³ biogáz 0,6 l tüzelőolaj energiájával egyenértékű. Lehetséges felhasználási módok:
1. hagyományos, "ázsiai" felhasználások a több millió háztartásban (főzőlap, lámpa stb.);
2. meleg víz előállítása biogáz üzemű kazánban;
3. kapcsolt villamos- és hőenergia termelés (kogeneráció), hűtőközeg előállítása esetén trigeneráció;
4. földgáz minőségű biometán előállítása;
5. a jövőben bioszén-dioxid előállítása.

### Hagyományos, "ázsiai" felhasználások
A biogáz tömeges használatának története nagyjából másfél évszázados, elsősorban Kínában és Ázsia más országaiban. Ezek túlnyomórészt nem ipari, hanem háztartási használatok, osztott termelést valósítanak meg a környezetet terhelő koncentrált termelés helyett. A fejlődő országok energiaellátását célzó programok eredményeképpen elterjedtek az egyszerű felépítésű biogáz üzemű tűzhelyek és lámpák. A vezetékes villamos rendszerektől elzárt területeken a biogáz üzemű lámpa lehetőséget biztosít olcsó fényforrás használatára.

### Melegvíz előállítása biogáz kazánban
A biogáz egyszerű és olcsó hasznosítási módja biogáz égetésére alkalmas kazánban melegvíz előállítása is. A fejlődő országokban ez is elterjedt hasznosítási mód. A biogáz üzemű kazánokat el lehet látni olyan égőfejekkel is, melyek alkalmasak egyéb folyékony vagy légnemű energiahordozók elégetésére (fűtőolaj, földgáz, PB gáz). 

### Kapcsolt villamos- és hőenergia termelés
A biogáz üzemű kapcsolt energiatermelés, melynek felépítése azonos a földgáz üzemű kogenerációs berendezésekkel, a gázmotor nagyságától függően a biogáz energiatartalmának 25-42%-át képes villamos energiává alakítani, míg termikus hatásfoka 40%-körül alakul. A kis teljesítményű motorok elektromos hatásfoka alacsonyabb. A kogenerációs berendezések össz hatásfoka (elektromos és termikus) 75% fölött van. A biogáz használata áramtermelésre azért is előnyös lehet, mert földgázt válthat ki, csökkentve ezzel a külső szállítóktól való függést.
Lényegesen magasabb összhatásfok érhető el biometánüzemű törpeaggregát és bojler összeépítésével (a víz melegítése és a motorblokk hűtése azonos folyamatok), amely használati melegvíz mellett elektromos áramot is termel (az esetleg felesleges áram tárolása rövid távon akkumulátorral, hosszú távon vízbontással, H2 és O2 gázok tárolásával a legelőnyösebb). Bár az elektromos hatásfok alacsony, a termikus hatásfok magas; az egyedüli veszteségforrás a kipufogógázzal távozó hő, az összhatásfok 90% feletti. Ez a megoldás semmiféle hálózatot nem igényel (sem villamos-hálózatot, sem távhő-hálózatot), ezért osztott/családi termelés céljára (az élelmiszer-önellátáson kívül energia-önellátásra is) előnyös.

### Biometánelőállítása
Számos technológia létezik, melynek segítségével a biogázban található szén-dioxidot és egyéb olyan gázokat le lehet választani, melyek eltávolítása után a földgáz minőségével egyező ún. biometánt kapunk. A biometán, amennyiben megfelel az MSZ 1648:2000 sz. földgáz minőségi paramétereknek, a földgáz hálózatba betáplálható. Magyarországon még nem valósítottak meg biogáz tisztító berendezést és földgáz hálózati betáplálást.

### Jövőbelibioszén-dioxidelőállítása
A metanol-gazdaság egyik lényeges előnye az emissziómentes villamosenergia rendszer, amelynek során direkt metanolcella alkalmazásával zárt ciklusban körforgást végez 4 elem, a metanol, az oxigén, a szén-dioxid és a víz. Ennek indításához, a fosszilis ill. ipari eredetű szén-dioxid kiváltásához használható bioszén-dioxid is (az ilyen gázgyártás során - a biomettán-gyártással szemben - a biometán a szennyező, akár el is fáklyázható).

## A biogáz Európában
2006-ban az Európai Unióban 62.200 GWh energiát állítottak elő biogázból. Ebbe az energiamennyiségbe beletartozik a depóniagáz, szennyvíztelepi biogáz és az egyéb szerves anyagokból előállított biogáz is (többnyire mezőgazdasági biogáz üzemek).
Németország és Nagy-Britannia közel 36% és majd 32%-os részaránnyal a legnagyobb biogáz termelő országok közé tartoznak. A többi tagországban lényegesen kevesebb biogázt termelnek és hasznosítanak. Nagy-Britanniában a depóniagáz a meghatározó (90%), míg Németországban az egyéb biogáz termelés (főleg mezőgazdasági alapanyagokat hasznosító üzemek) közel 50%-os aránnyal a meghatározó.
Nagy-Britannia 1000 lakosra jutó átlagos energiatermelése biogáz alapon 28,1 Toe, míg Magyarországé 1 Toe.
| Biogáz alapú energiatermelés 2006 (GWh) | Biogáz alapú energiatermelés 2006 (GWh) | Biogáz alapú energiatermelés 2006 (GWh) | Biogáz alapú energiatermelés 2006 (GWh) | Biogáz alapú energiatermelés 2006 (GWh) |
| Állam                                   | Összesen                                | Depóniagáz                              | Szennyvíz                               | Egyéb                                   |
| --------------------------------------- | --------------------------------------- | --------------------------------------- | --------------------------------------- | --------------------------------------- |
| Németország                             | 22 370                                  | 6 670                                   | 4 300                                   | 11 400                                  |
| UK                                      | 19 720                                  | 17 620                                  | 2 100                                   | 0                                       |
| Olaszország                             | 4 110                                   | 3 610                                   | 10                                      | 490                                     |
| Spanyolország                           | 3 890                                   | 2 930                                   | 660                                     | 300                                     |
| Franciaország                           | 2 640                                   | 1 720                                   | 870                                     | 50                                      |
| Hollandia                               | 1 380                                   | 450                                     | 590                                     | 340                                     |
| Ausztria                                | 1 370                                   | 130                                     | 40                                      | 1 200                                   |
| Dánia                                   | 1 100                                   | 170                                     | 270                                     | 660                                     |
| Lengyelország                           | 1 090                                   | 320                                     | 770                                     | 10                                      |
| Belgium                                 | 970                                     | 590                                     | 290                                     | 90                                      |
| Görögország                             | 810                                     | 630                                     | 180                                     | 0                                       |
| Finnország                              | 740                                     | 590                                     | 150                                     | 0                                       |
| Csehország                              | 700                                     | 300                                     | 360                                     | 40                                      |
| Írország                                | 400                                     | 290                                     | 60                                      | 50                                      |
| Svédország                              | 390                                     | 130                                     | 250                                     | 10                                      |
| Magyarország                            | 120                                     | 0                                       | 90                                      | 40                                      |
| Portugália                              | 110                                     | 0                                       | 0                                       | 110                                     |
| Luxemburg                               | 100                                     | 0                                       | 0                                       | 100                                     |
| Szlovénia                               | 100                                     | 80                                      | 10                                      | 10                                      |
| Szlovákia                               | 60                                      | 0                                       | 50                                      | 10                                      |
| Észtország                              | 10                                      | 10                                      | 0                                       | 0                                       |
| Málta                                   | 0                                       | 0                                       | 0                                       | 0                                       |
| EU (GWh)                                | 62 200                                  | 36 250                                  | 11 050                                  | 14 900                                  |

## A lebontási maradék hasznosítása
A fermentáció után visszamaradt anyag sokkal jobban alkalmazható talaj szerves anyag utánpótlás biztosítására, mint az istállótrágya, mert:
-az anaerob kezelés során az értékes nitrogén tartalom megőrződik,
-az elfolyó anyag savassága csökken, a pH értéke 7-ről 8-ra emelkedik,
-istállótrágya esetében a C/N arány 30-50%-kal csökken, tehát a keletkező termék alkalmas közvetlen mezőgazdasági alkalmazásra,
-a folyamatban a foszfor és kálium tartalom a növények számára könnyen felvehető állapotba kerül,
-a gyommagvak csírázóképessége mezofil folyamatban csökken, termofil folyamatban gyakorlatilag megszűnik,
-a termék sokkal kevesebb kellemetlen szaganyagot tartalmaz és könnyen vízteleníthető.
A fermentáció eredményeként a hulladék elhelyezéssel járó közegészségügyi problémák csökkennek, mert:
-az anaerob fermentáció során az emberre veszélyes patogén baktériumok jelentős része elpusztul (termofil folyamatban teljes fertőtlenítés következik be),
-a termék térfogata számottevően csökken, tehát könnyebben és biztonságosabban tárolható,
-a környezetet szennyező anyagok koncentrációja csökken az anaerob fermentáció után